# Afanasijs Kuzmins
Afanasijs Kuzmins (22. marts 1947 i Krivošejeva i Lettiske SSR) er en lettisk sportsskytte og pensioneret politimand med rang af oberst. Kuzmins har russisk baggrund, og han har vundet to olympiske medaljer i 25 m sportspistol: Guld ved OL i 1988  i Seoul for Sovjetunionen og sølv ved OL i 1992  i Barcelona for Letland. Han vandt også VM i skydning i 1986 i 25 m sportspistol. Kuzmins trænede ved de væbnede styrkers sportsforening i Riga.
Kuzmins har deltaget ved alle olympiske sommerlege siden 1976, dog undtaget OL i 1984 i Los Angeles på grund af den sovjetiske boykot af legene. I 2008 deltog han efter at have fået et olympisk wild card, og her opnåede han i en alder af 61 en trettendeplads i sit ottende OL. Ingen anden skytte har nogensinde deltaget otte gange ved OL, og Kuzmins er én af i alt blot fem sportsfolk, der har deltaget i otte olympiske lege.
Afanasijs Kuzmins udnævntes til Officer af Viestursordenen den 22. oktober 2007.